# Chilostoma kleciachi
Chilostoma kleciachi is een slakkensoort uit de familie van de Helicidae. De wetenschappelijke naam van de soort is voor het eerst geldig gepubliceerd in 1870 door L. Pfeiffer.